# Maisons aux 3-5, rue de l'Épine à Strasbourg
Les maisons aux 3-5, rue de l'Épine forment un monument historique situé à Strasbourg, dans le département français du Bas-Rhin.

## Localisation
Ces bâtiments sont situés aux 3-5, rue de l'Épine à Strasbourg, à l'angle de la rue du Paon.

## Historique
L'édifice fait l'objet d'une inscription au titre des monuments historiques depuis 1929.
L'édifice fait l'objet d'une inscription au titre des monuments historiques depuis 1991.